# Eumenidiopsis bacilliformis
Eumenidiopsis bacilliformis är en stekelart som beskrevs av Giordani Soika 1939. Eumenidiopsis bacilliformis ingår i släktet Eumenidiopsis och familjen Eumenidae. Inga underarter finns listade i Catalogue of Life.